# Malaccina vickeryi
Malaccina vickeryi är en kackerlacksart som beskrevs av Roth, L. M. 1996. Malaccina vickeryi ingår i släktet Malaccina och familjen småkackerlackor. Inga underarter finns listade i Catalogue of Life.